# Drosophila musae
Drosophila musae är en tvåvingeart som beskrevs av Elmo Hardy 1965. Drosophila musae ingår i släktet Drosophila och familjen daggflugor.
Artens utbredningsområde är Hawaii.